# Adele Astaire
Adele Astaire (Omaha, Nebraska, 10 de septiembre de 1896-Scottsdale, Arizona, 25 de enero de 1981) fue una bailarina y actriz estadounidense. Fue la hermana mayor de Fred Astaire (1899-1987) y su compañera de escena durante 27 años, en una carrera artística que empezó cuando él tenía cinco años y ella, ocho.

## Carrera artística

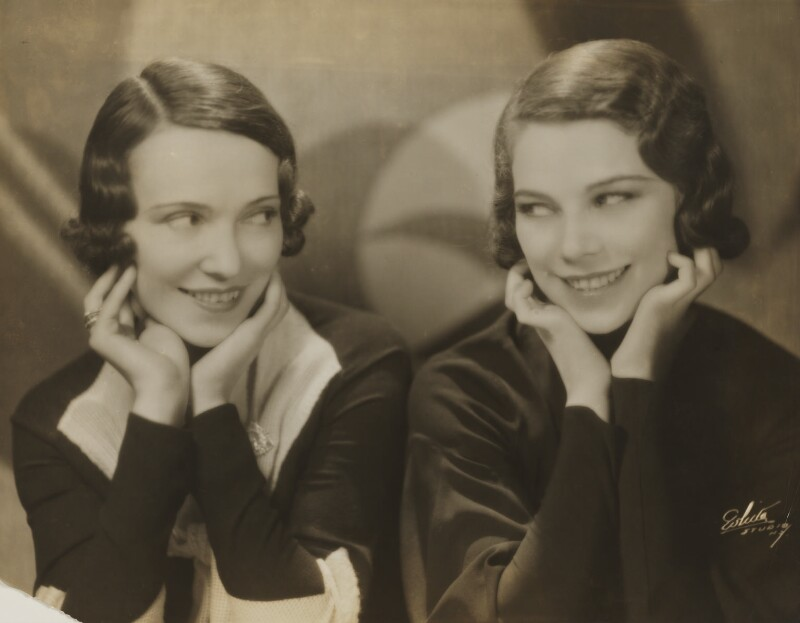
Adele Astaire (Lady Charles Cavendish) y Tilly Losch en The Band Wagon, 1931

En 1928, después de una temporada exitosa junto a su hermano con el musical de Broadway The Band Wagon, Adele se retiró de escena para casarse con Lord Charles Arthur Francis Cavendish, y se mudó a Irlanda donde vivieron en el castillo de Lismore. Tuvo una hija en 1933, y dos hijos gemelos en 1935.
Su marido murió en 1944, a lo cual, ella volvió a los teatros con una oferta de Irving Berlin para el musical Annie Get Your Gun. Ella pertenece al salón de la fama del teatro (en inglés American Theater Hall of Fame).

## Galería

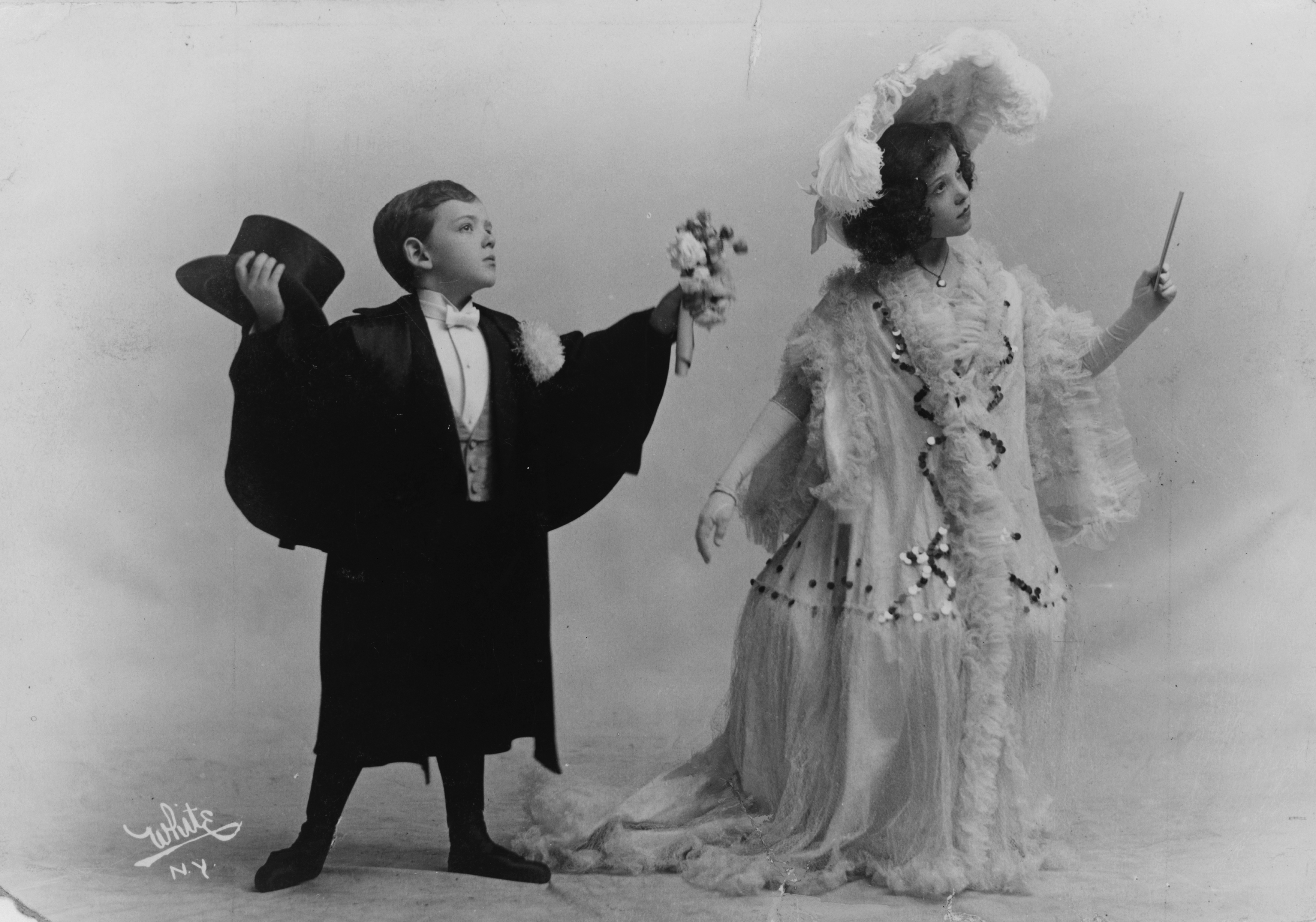
Adele y su hermano Fred en 1906
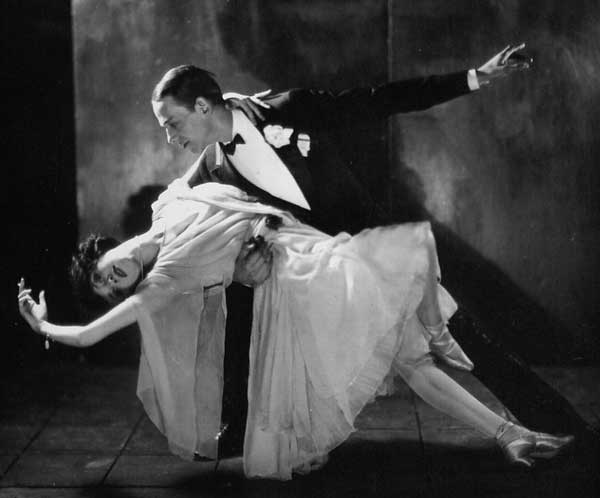
Y en 1921
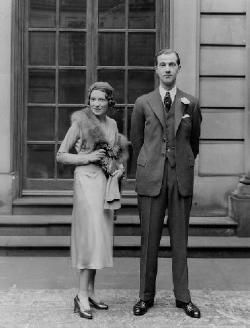
Con su marido Lord Charles Arthur Francis Cavendish